# Meurtre sur le Grandvaux
Meurtre sur le Grandvaux est un roman de l'écrivain Bernard Clavel paru aux éditions Albin Michel en 1991.

## Présentation

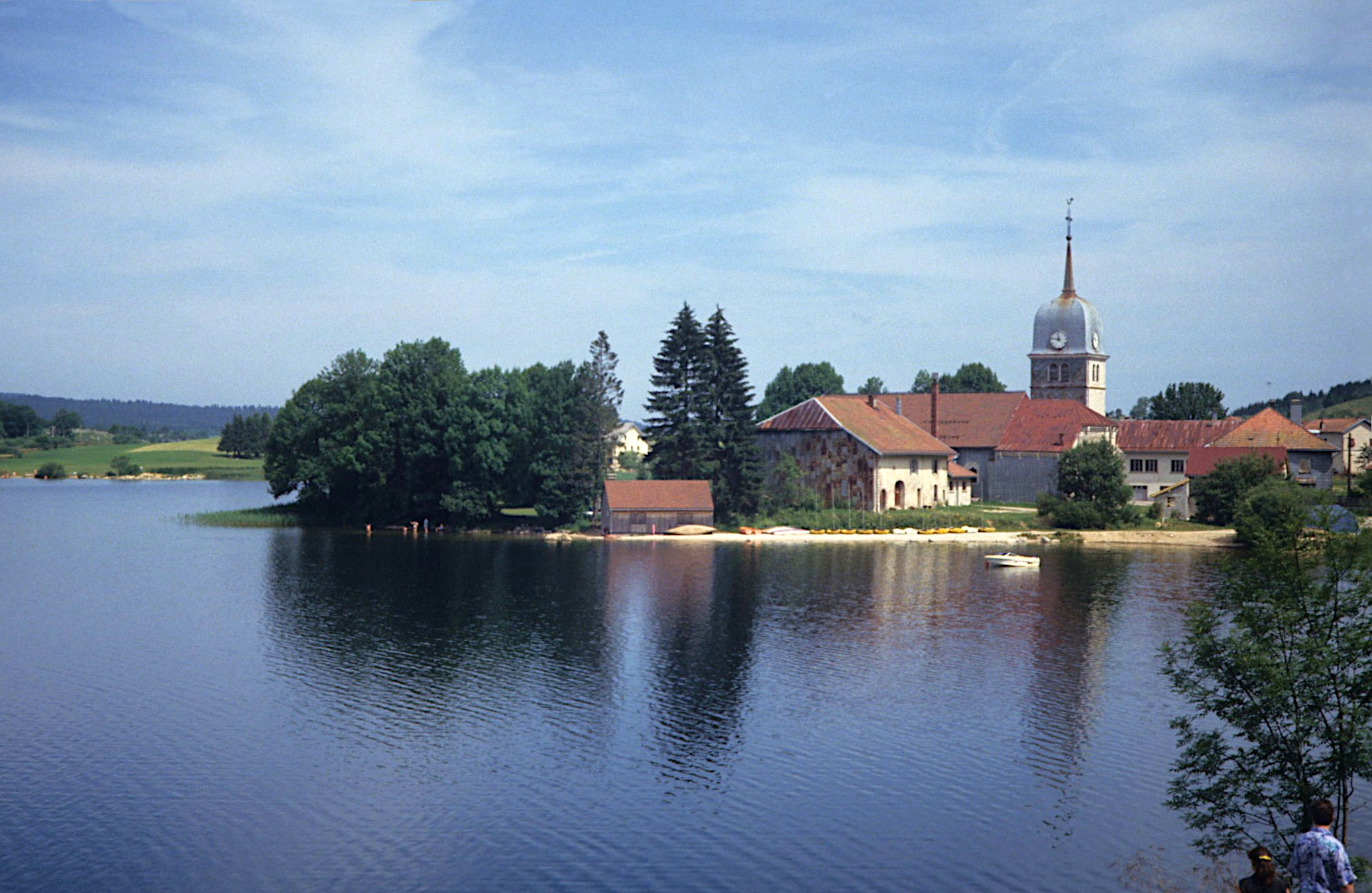
Lac du Jura

Entre conte et réalité, selon Bernard Clavel lui-même, ce livre est « une œuvre d’imagination, » mais ajoute-t-il malicieusement pour brouiller les cartes, « je connais fort bien le lieu où sont enterrés mes personnages, » comme s’ils faisaient partie de lui, comme s’ils étaient plus vrais que des êtres de chair.
Peut-être qu’effectivement, ils sont « au fond de la combe où ils dorment dans l’oubli » avec Jacques Fortier, le héros d’un autre roman Le Silence des armes, mort dans la combe de La Fontaine aux daims dans cette région du Jura qui est le berceau de Bernard Clavel.
Comme Brutus, le héros d’un autre roman de Bernard Clavel, un fier taureau  à la force impressionnante, c’est aussi un taureau, une force de la nature, qui va accomplir le destin d’Ambroise Reverchon.
Décidément, Bernard Clavel est un sacré conteur.

## Contenu et Résumé
Dans ce Jura des lacs à Saint-Laurent-en-Grandvaux, la vie était rude et les hivers glacés en ce milieu du XIXe siècle où se déroule cette histoire. Pendant ces hivers particulièrement rigoureux, les hommes se faisaient rouliers, transportant des marchandises avec leurs chevaux, sillonnant la France et même l’Europe pour les plus téméraires, sur des routes peu praticables et parfois pleins de dangers.

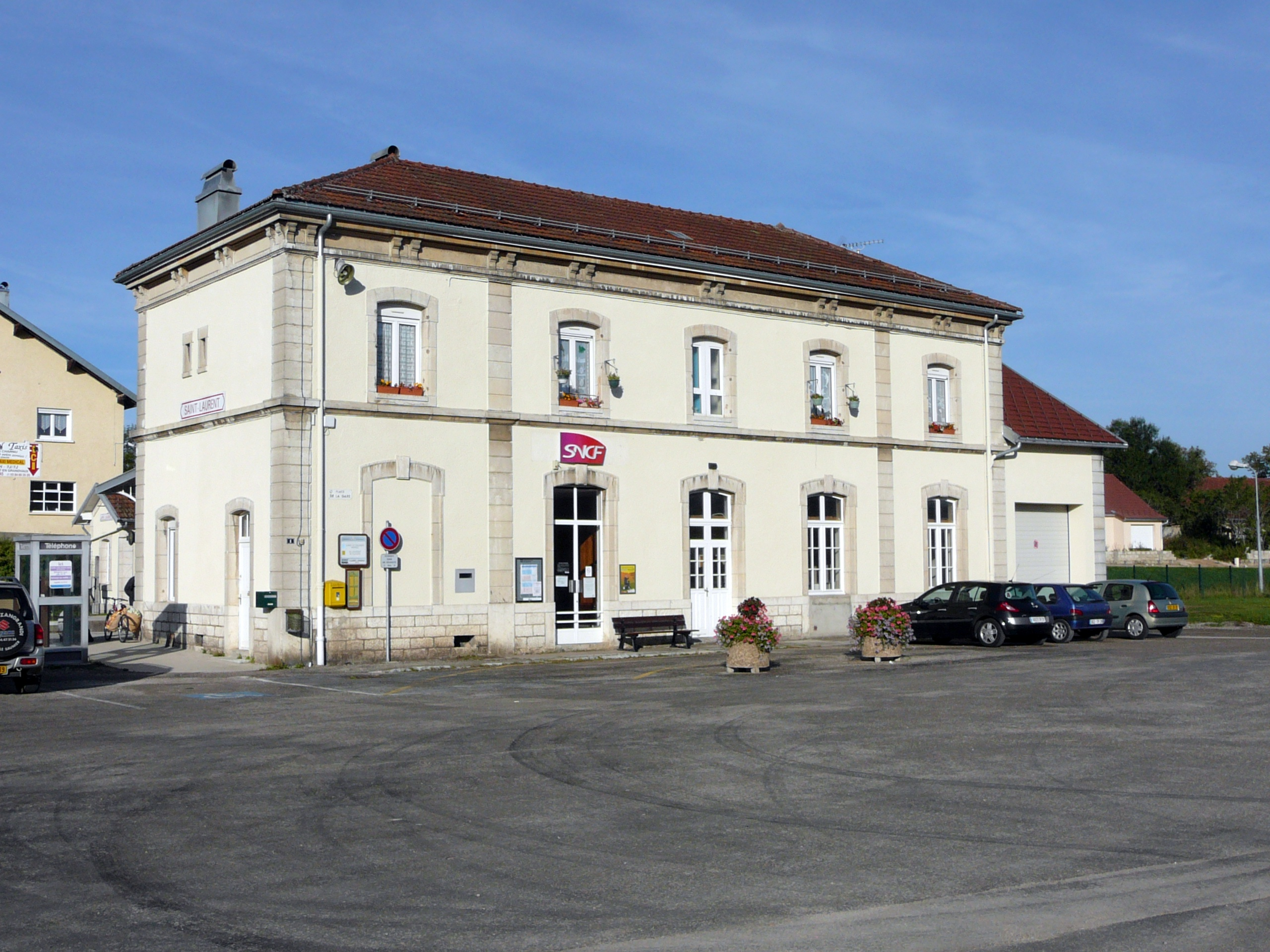
Gare de St Laurent

Amboise Reverchon est de ceux-là, menant une année son attelage jusqu’en Russie, poussant même jusqu’à Nijni Novgorod, un périple de deux ans. Un fameux exploit. Aussi est-il estimé et respecté aussi bien par la profession que par les gens du village. C’est un costaud qui travaille dur menant rondement sa ferme quand il n’est pas sur les routes et qui s’y entend en affaires. « Dans notre métier, dit-il à Léon, le secret c’est de ne jamais rouler à vide… charger toujours ce qui peut se revendre mieux, plus loin. »
Cette année-là en 1844, quand il revint chez lui après des mois d’absence, il trouva sa maison chamboulée, sa femme étant morte d’une grippe mal soignée et sa fille unique Émilienne étant enceinte d’un 'boisselier' de Dole, un saisonnier qui travaille à la menuiserie Bouvet. C’est un rude coup, même pour un homme qui penserait déchoir s’il montrait ses sentiments.
La mort d’un être encore jeune est à cette époque dans l’ordre des choses mais la faute de ce dolois Léon Seurot qui de plus ne veut pas 'réparer', ne peut rester impunie. Aussi le père Reverchon n’a de cesse de s’expliquer avec lui, allant le chercher à son travail et le coursant dans la campagne et le cinglant avec son fouet. Léon Seurat a compris que la volonté d’Ambroise Reverchon était inflexible et qu’il devait choisir entre repartir loin de Grandvaux et épouser. Il opta pour le mariage avec Émilienne et dès lors, les deux hommes s’entendirent à merveille.

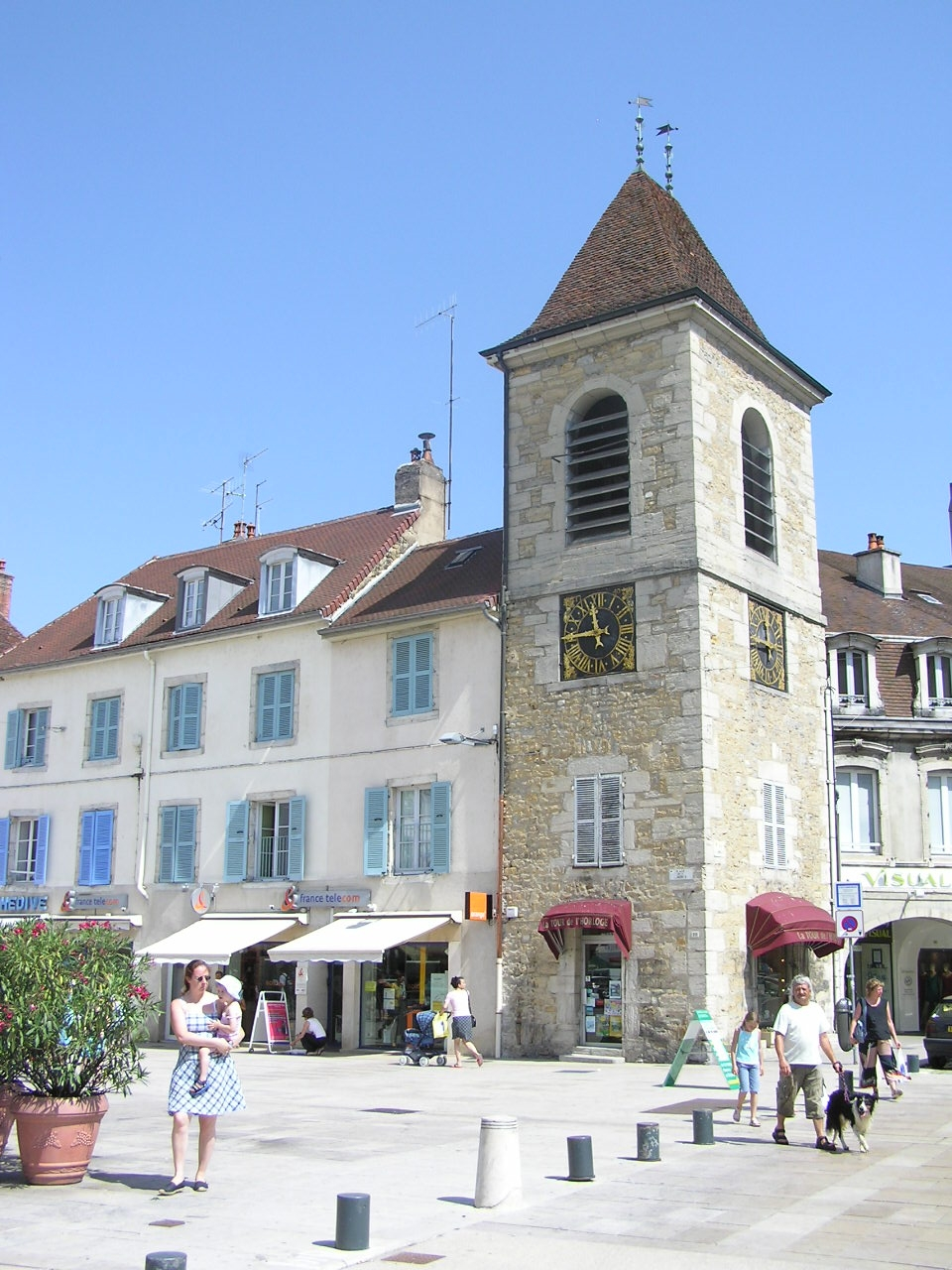
Lons-le-Saunier

Pour Ambroise Reverchon, le temps d’un nouveau voyage est revenu. Il commence par descendre à Lons-le-Saunier pour charger du sel aux salines de Montmorot et s’arrête chez son ami le forgeron Jaillet, histoire de boire un pot et de renouer les liens. Et là, son ami, assez gêné,  lui apprend l’impensable : Émilienne aurait eu un amant –il s’en vente assez- un type de Frébuans nommé Aristide Badoz qui se vante largement de sa bonne fortune. Le sang du père Reverchon ne fait qu’un tour, « il ferme à-demi les paupières et le regard qui file entre ses cils est une lame glacée. »
Sa décision est prise : il doit le plus tôt possible crever l’abcès ; c’est son honneur qui est en jeu, celui de sa famille et sa réputation, un défi qu’il lui lance en se vantant de sa bonne fortune. Cette révélation le bouleverse et brouille les plans de son voyage. Ce contretemps lui pèse mais il devra quand même poursuivre son voyage comme si de rien n’était.

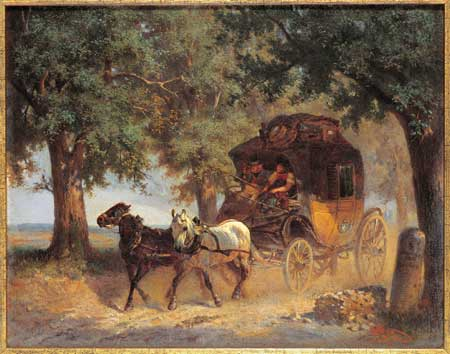
Chariot hippomobile

Ambroise Reverchon est à l’affût près de sa maison. Soudain, l’homme arrive, la rumeur est fondée, ce n’était pas que vantardises. Dans la chambre, le fouet du roulier claque, lacère les chairs de l’homme puis le faire danser  dans la grange mais la punition tourne mal. Aristide Badoz tente de se rebeller et son geste lui est fatal.
Contrairement à son gendre Léon qu’il est allé chercher, Ambroise Reverchon est un homme dur, un homme de sang-froid qui en a vu d’autres dans ses pérégrinations. Il agit de façon méthodique, comme s’il avait en tête un plan préétabli qu’il lui suffisait de suivre.
Alors tout se déroule mécaniquement : il va voir les gendarmes pour se disculper, exécute Émilienne d’un coup de fusil et vont enterrer les corps sous le grand charme, dans la combe au fond de la propriété. Léon obéit docilement sans parvenir à se rebeller, à briser cet engrenage de violence, ce recours à une justice personnelle, à une vendetta. Il ne reste plus qu’à répandre sous l’arbre un tas de feuilles que le taureau viendra piétiner.
Sur le Grandvaux, la vie semble avoir repris comme avant. Durant trois saisons, Ambroise Reverchon et Léon vont sillonner l’Europe, du Portugal à Berlin, pendant que la Julie Braque s’occupe de la ferme. Mais le destin veille, sous la forme de son taureau qui le terrasse juste sous le grand charme où reposent les corps de sa fille et son amant.
Léon reste seul avec sa conscience et son désespoir. Dans ce pays où la vie est si difficile, au-delà de la justice des hommes, le malheur appelle le malheur et modèle les destins.

## Bernard Clavel entre fiction et réalité
L'avertissement voulu par Clavel a beaucoup intrigué par son ambiguïté, c'est une œuvre d'imagination, écrit-il, mais cependant « je connais fort bien le lieu où sont enterrés mes personnages. » Quand il écrit un roman historique, il crée une œuvre de fiction avec des héros dont il imagine les péripéties mais sans jamais trahir la situation historique qu'il utilise pour faire vivre son récit. Il n'existe aucun hiatus entre l'histoire qu'il raconte et l'Histoire telle qu'elle s'est déroulée.
En l'occurrence, la date citée, 1844, ne représente pas pour lui une référence historique mais insère la fiction dans un environnement historique défini. Aussi bien pour la période choisie que pour le lieu où se déroule l'action, ce qui lui importe, c'est de faire partager au lecteur sa réalité intérieure qui est la seule qui lui importe.